# Фофанов, Владимир Иосифович
Владимир Иосифович Фофанов (2 апреля 1922 — 12 декабря 2015) — главный агроном совхоза «Маслянинский» Маслянинского района Новосибирской области. Герой Социалистического Труда (1971).

## Биография
Родился в 1922 году в крестьянской семье в селе Чупино. Окончил среднюю школу в селе Маслянино. После начала Великой Отечественной войны записался добровольцем в Красную Армию. В 1943 году окончил Иркутскую авиатехническую школу, после чего служил механиком в составе 907-го авиационного истребительного полка. Окончил войну в окрестностях Берлина. После демобилизации в 1948 году возвратился на родину, где трудился учётчиком и бригадиром в колхозе «Баррикады». В 1953 году окончил без отрыва от производства заочное отделение Новосибирского сельскохозяйственного института по специальности «учёный агроном». Трудился главным агрономом Маслянинской МТС (1953—1957), Больше-Изыракского МТС, районного земельного отдела и с 1958 по 1960 года — председателем колхоза имени XX съезда КПСС Искитимского района.
С марта 1961 года — главный агроном совхоза «Маслянинский» Маслянинского района. Занимался селекционной работой, внедрил на полях совхоза комплексную химизацию. Внедрил в производства сорта пшеницы «Маслянинская» и «Новосибирская-81». Благодаря его деятельности значительно урожайность зерновых возросла с 9 до 32,2 центнеров с каждого гектара. Указом Президиума Верховного Совета СССР от 8 апреля 1971 года за выдающиеся успехи, достигнутые в развитии сельскохозяйственного производства и выполнении пятилетнего плана продажи государству продуктов земледелия удостоен звания Героя Социалистического Труда с вручением ордена Ленина и золотой медали «Серп и Молот».
Неоднократно участвовал во Всесоюзной выставке ВДНХ, где получил 4 серебряные и 2 бронзовые медали.
В 1983 году вышел на пенсию. Проживал в посёлке Маслянино. Там же скончался и похоронен.
Память
Его портрет находится на Аллее героев в посёлке Маслянино.

## Награды
- Орден Ленина (8.04.1971)
- Орден Отечественной войны 2 степени (11.03.1985)
- Ряд медалей СССР